# Olivia
Olivia es un nombre propio femenino de origen italiano.

## Santoral
- 3 de febrero
- 5 de marzo
- 10 de junio

## Variantes
- Masculinos: Olivio, Oliver.
- Femeninas: Oliva.

## Etimología
De origen latino, el nombre es una variante de olivo, significando "Fruto del Olivo", que en español se denomina "oliva", y una vez macerada, "aceituna". El olivo es un árbol típicamente mediterráneo, representado en los textos bíblicos como símbolo de la paz de Dios, típicamente en forma de una paloma (símbolo del Espíritu Santo) que lleva una ramita de olivo en el pico. En esta forma ha sido representado en múltiples obras de arte, como por ejemplo en el cuadro de Picasso titulado "la paloma". En la Grecia clásica el olivo era el símbolo de la gloria y la sabiduría.

## Historia
- Santa Oliva de Brescia (? - 119), se sabe poco de su vida. Venerada en Brescia, en la Bibliotheca Sanctorum figura como virgen, mártir y santa.[1]
- Santa Oliva de Agnani (? - 492), nació y murió en Agnani tras una vida de sacrificios personales en un monasterio.[2]
- Santa Olivia de Palermo fue una niña mártir. Vivió en el siglo IX, nacida en Palermo y trasladada con sus padres a Túnez, huyendo de los árabes.

## Geografía
En nuestro sistema solar existe un planeta menor llamado (835) Olivia, situado en el cinturón de asteroides.
Hay al menos 14 ciudades registradas en el mundo con el nombre de Olivia:
- En Brasil, en el estado de Mato Grosso do Sul, cerca de la frontera con Paraguay.
- En Costa Rica, muy cerca de la frontera norte con Panamá, en la costa del Mar Caribe.
- En Isla Mauricio.
- Hay otras dos ciudades en México.
- Una en Namibia.
- Dos en Sudáfrica.
- Una en Zimbabue.
- Caleta Olivia es el nombre de una ciudad en la Provincia de Santa Cruz, Argentina.[3]
- Aparte de otras tres ciudades llamadas Olivia en Estados Unidos, Olivia es también el nombre de la ciudad norteamericana, capital del maíz, del estado de Minnesota.[4]

## Personas
- Olivia Holt, actriz y cantante estadounidense
- Olivia Hussey, actriz británicoargentina
- Olivia Lufkin, cantante japonesa
- Olivia Newton-John, actriz y cantante británica
- Olivia Rodrigo, actriz y cantante estadounidense
- Olivia Wilde, actriz y directora irlandesa-estadounidense